# ماهی‌های لب‌بالا
ماهی‌های لب‌بالا (نام علمی: Upeneichthys) نام یک سرده از تیره بزماهیان است.